# Troisvilles Communal Cemetery
Troisvilles Communal Cemetery est un cimetière militaire de la Première Guerre mondiale situé sur le territoire de la commune de Troisvilles dans le département du Nord.

## Historique
Ce cimetière a été utilisé d'abord par les troupes allemandes en 1914 puis finalement crée en 1918 avec les corps de soldats tombés lors des combats d'octobre 1918.

## Caractéristique
Ce cimetière se situe au milieu du cimetière communal. Il comporte 20 tombes de victimes de la guerre 1914-1918, parmi ceux-ci, plus de la moitié sont non identifiés.

## Galerie

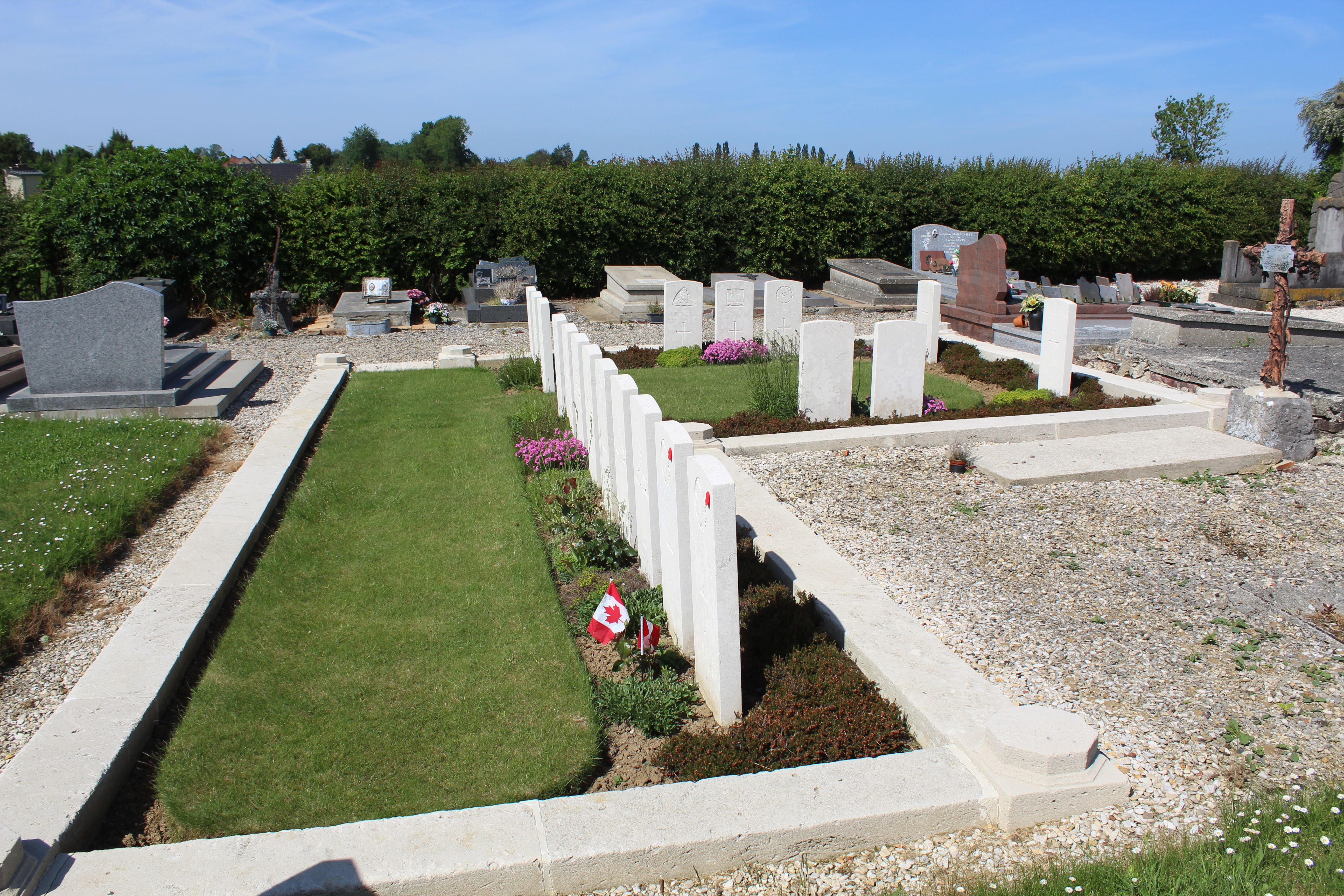
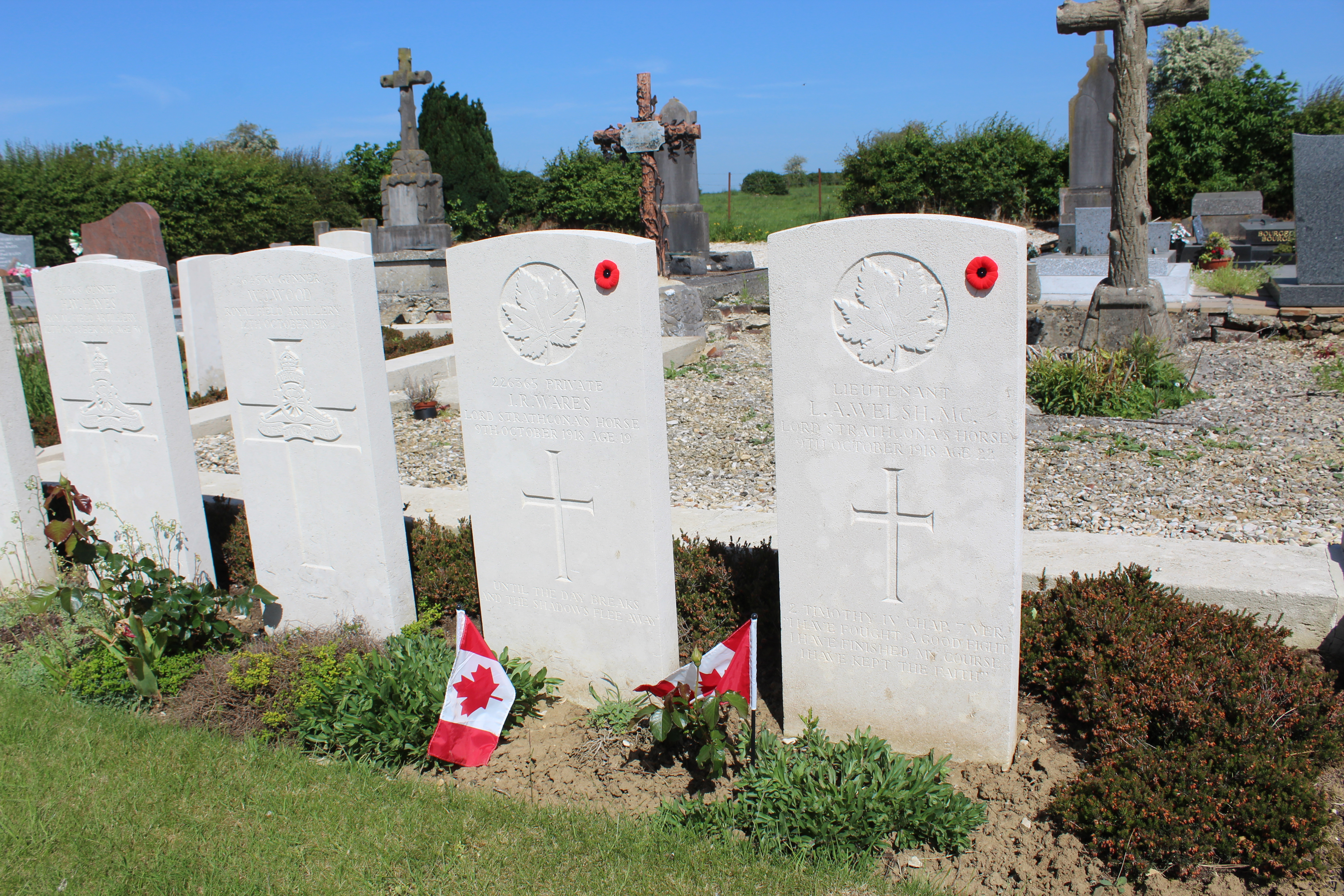

## Sépultures
| Pays        | Sépultures |
| ----------- | ---------- |
| Royaume-Uni | 18         |
| Canada      | 2          |
| Total       | 20         |